# Santa Elena (canton)
Pour les articles homonymes, voir Santa Elena.
Santa Elena est un canton d'Équateur situé dans la province de Santa Elena.